# ماركوس هويت
ماركوس هويت (بالإنجليزية: Monty Hoyt)‏ هو متزلج فني أمريكي، ولد في 13 سبتمبر 1944 في بالتيمور في الولايات المتحدة، وتوفي في 9 أكتوبر 1997 بسبب ورم ميلانيني.

## وصلات خارجية
- ماركوس هويت على موقع أوليمبيديا (الإنجليزية)